# الحديقة المنسية
الحديقة المنسية (بالإنجليزية: The Forgotten Garden)‏ رواية للكاتبة الأسترالية كيت مورتون نشرت في العام 2008. الرواية تتمحور حول الغموض الذي صاحب ظهور طفلة وحيدة في أحد الموانئ الأسترالية قادمة من إنجلترا. تتنقل الرواية بين ثلاث حقب زمنية وتصف الجهود لمعرفة حقيقة أصل الطفلة ومن أين أتت.
صدرت الترجمة العربية عن دار المحروسة للنشر عام 2021 بترجمة رفيدة جمال.